# Menoko
Menoko là một chi bọ cánh cứng trong họ 
Elateridae.
Chi này được miêu tả khoa học năm 1976 bởi Kishii.

## Các loài
Các loài trong chi này gồm:
- Menoko alpense Kishii, 1987
- Menoko difficile (Lewis, 1894)
- Menoko kawaharai (Kishii, 1993)
- Menoko nigrum Kishii, 1985
- Menoko nitida (Fleutiaux, 1902)
- Menoko ozakii (Ôhira, 1995)
- Menoko pallidula Kishii, 1976
- Menoko pirika Kishii, 1994
- Menoko tanagami Kishii, 1985
- Menoko tsutsumiuchii (Ôhira, 2006)